# Трегомёр
Трегомёр (фр. Trégomeur, брет. Tregonveur) — коммуна во Франции, находится в регионе Бретань. Департамент — Кот-д’Армор. Входит в состав кантона Плело. Округ коммуны — Генган.
Код INSEE коммуны — 22356.

## География

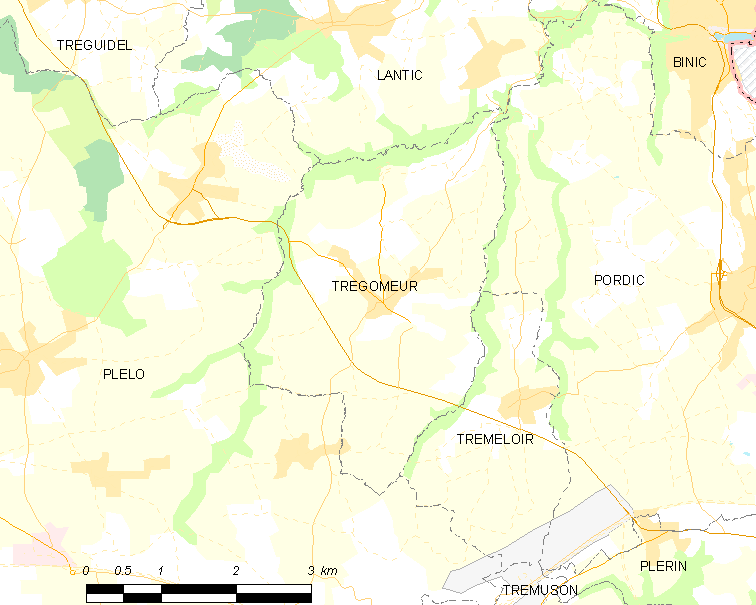
Карта коммуны

Коммуна расположена приблизительно в 390 км к западу от Парижа, в 105 км северо-западнее Ренна, в 11 км к северо-западу от Сен-Бриё.

## Население
Население коммуны на 2016 год составляло 941 человек.
| 1962 | 1968 | 1975 | 1982 | 1990 | 1999 | 2010 | 2016 |
| ---- | ---- | ---- | ---- | ---- | ---- | ---- | ---- |
| 559  | 595  | 610  | 689  | 682  | 732  | 919  | 941  |

## Администрация
| Период | Период | Фамилия      | Партия                                  | Примечания |
| ------ | ------ | ------------ | --------------------------------------- | ---------- |
| 2001   | 2008   | Робер Гуэдар |                                         |            |
| 2008   |        | Дени Манак   | Союз за народное движение Республиканцы | фермер     |

## Экономика
В 2007 году среди 539 человек в трудоспособном возрасте (15—64 лет) 432 были экономически активными, 107 — неактивными (показатель активности — 80,1 %, в 1999 году было 79,6 %). Из 432 активных работали 414 человек (217 мужчин и 197 женщин), безработных было 18 (8 мужчин и 10 женщин). Среди 107 неактивных 32 человека были учениками или студентами, 48 — пенсионерами, 27 были неактивными по другим причинам.

## Достопримечательности
- Зоопарк Тегомёр[фр.]